# Troskut
Troskut (Cynodon) je rod trav, tedy rostlin z čeledi lipnicovitých (Poaceae). Jedná se o vytrvalé byliny. Jsou výběžkaté, často s oddenky. Stébla dorůstají výšek zpravidla 4-60, vzácně až 100 cm. Čepele listů jsou ploché nebo skládané, někdy i štětinovité, na vnější straně listu se při bázi čepele nachází místo jazýčku věneček chlupů nebo je přítomen velmi krátký membránovitý jazýček. Květy jsou v kláscích, které tvoří klasy – zpravidla několik klasů, které jsou prstovitě nebo okolíkatě rozprostřené, někdy 2 či více blízkých přeslenů klasů nad sebou. Klásky jsou zboku smáčklé, jednokvěté nebo vícekvěté (pokud vícekvěté, pak zpravidla 2 květy, kdy horní je sterilní). Na bázi klásku jsou 2 plevy, které přibližně stejné nebo nestejné, bez osin, zašpičatělé. Pluchy jsou bez osin, na kýlu i vedlejších žilkách jsou často brvité. Plušky jsou dvoužilné, bez osin. Plodem je obilka. Je známo asi 10 druhů, které jsou rozšířeny převážně v tropech a subtropech, vzácněji v mírném pásu.

## Druhy rostoucí v Česku
V České republice můžeme potkat pouze jediný druh z rodu troskut (Cynodon). Je to troskut prstnatý (Cynodon dactylon), který je rozšířen na jižní Moravě, jinde může být nalezen pouze jako vzácně zavlečený. Roste na písčinách, podél cest, ve vinicích a jinde na suchých místech.